# メリッサ・アンダーソン
メリッサ・アンダーソン（Melissa Anderson、女性、1982年8月17日 - ）は、アメリカ合衆国のプロレスラーである。

## 人物
カリフォルニア州ロサンゼルス出身。最も知られるリングネームはチアリーダー・メリッサ（Cheerleader Melissa）。TNAではアリサ・フラッシュ（Alissa Flash）、ライシャ・サイード（Raisha Saeed）として活動していた。日本の団体（特にロッシー小川プロデュース下）ではメリッサ名義が多い。
父は1980年代にローカルインディで活躍したレスラー。
同世代のライバルにサラ・デル・レイがいる。
吉田万里子を師と仰ぎ、帰国後にサンフランシスコに呼んだり、「カリフラワー・アレイ・クラブ」への出席もサポートした。

## 来歴
オール・プロレスリング（APW）でトレーニングを積み、デビュー前にチアリーダーのギミックを与えられた。
17歳の誕生日である1999年8月17日デビュー。
2002年6月、アルシオンに初来日。20歳の誕生日にはライオネス飛鳥とタッグを組んだ。
帰国後、女子プロレストーナメント「ChickFight」に参戦。2004年のI、2005年のIIは決勝まで進むもプリンセサ・スヘイ、吉田万里子に敗れる。2006年のVで初優勝。
一方、2005年にはM's Style、2007年にもSUNで来日しており、SUNではアメージング・コング率いる「REM」のメンバーとしてHikaruがもつEWA世界王座に挑戦した。
2005年よりSHIMMERに参戦。ミスシェフとの抗争を展開する。
2008年よりNWA傘下のプロレスリングレボリューション（PWR）に参戦。
同年からはTNAにも参戦。当初は中東出身のギミックでライシャ・シールドを名乗り、オーサム・コング（元アメージング・コング）のマネージャーを務め、コングのTNA女子ノックアウト王座獲得を援護した。2009年5月26日の「Impact!」におけるダーク・マッチで「"Future Legend"・メリッサ・アンダーソン」としてオーサム・コングと対戦するが、敗れる。同年と2011年はアリサ・フラッシュとして参戦。
2011年11月に行われた全日本プロレスの台湾巡業にも参戦。5日はMAZADA、ダーク・ドラゴンと組み、BUSHI、ウルティモ・ドラゴン、真琴と対戦。翌日には真琴とシングルで対戦してリバースゴリースペシャルボムからの片エビ固めで勝利。
2014年3月、7年ぶりに来日を果たし、スターダムで紫雷イオが持つワールド・オブ・スターダム王座に挑戦するが、敗退。8月にも来日し、「STARDOM 5★STAR GP2014」に参戦する。
2014年9月23日、新設されるスターダムUSA支部長に就任を発表。

## 得意技
- エアレイドクラッシュ[1][7]
- コンドークラッチ[7]
- クドードライバー[7]

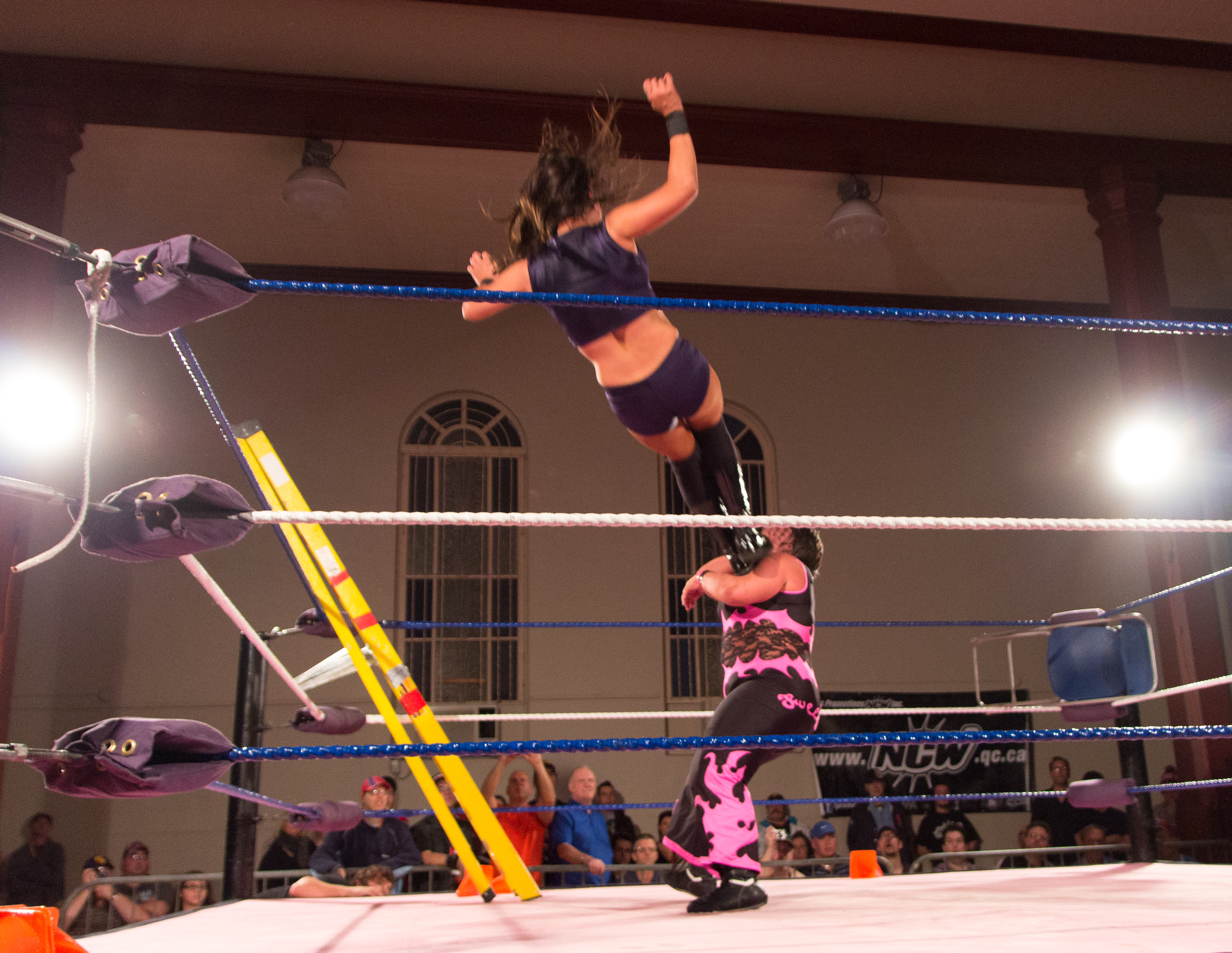
ドロップキック

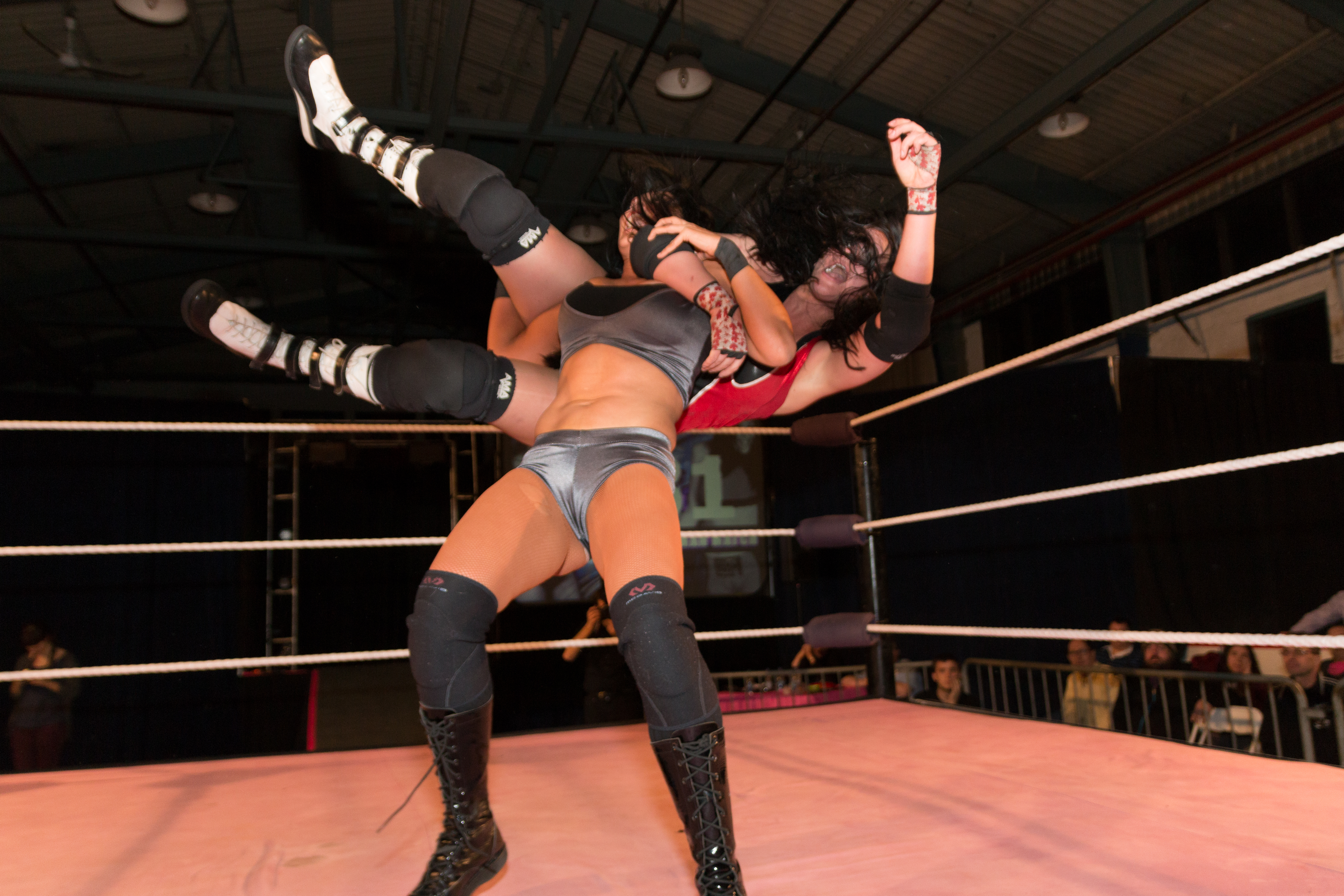
サモアンドロップ

- シットアウトスクープスラムパイルドライバー
- フジワラアームバー[18]
- ダマスカスドロップ[19]
- カーブストンプ[20][21]
- ミサイルドロップキック[22]
- 各種スープレックス
  - フィッシャーマンスープレックス[23]
  - ジャーマンスープレックス[1][9]
  - スナップスープレックス[24]
- リバースSTO[22]
- サモアンドロップ[25]
- シングルマイナー[1][26]

## 獲得タイトル

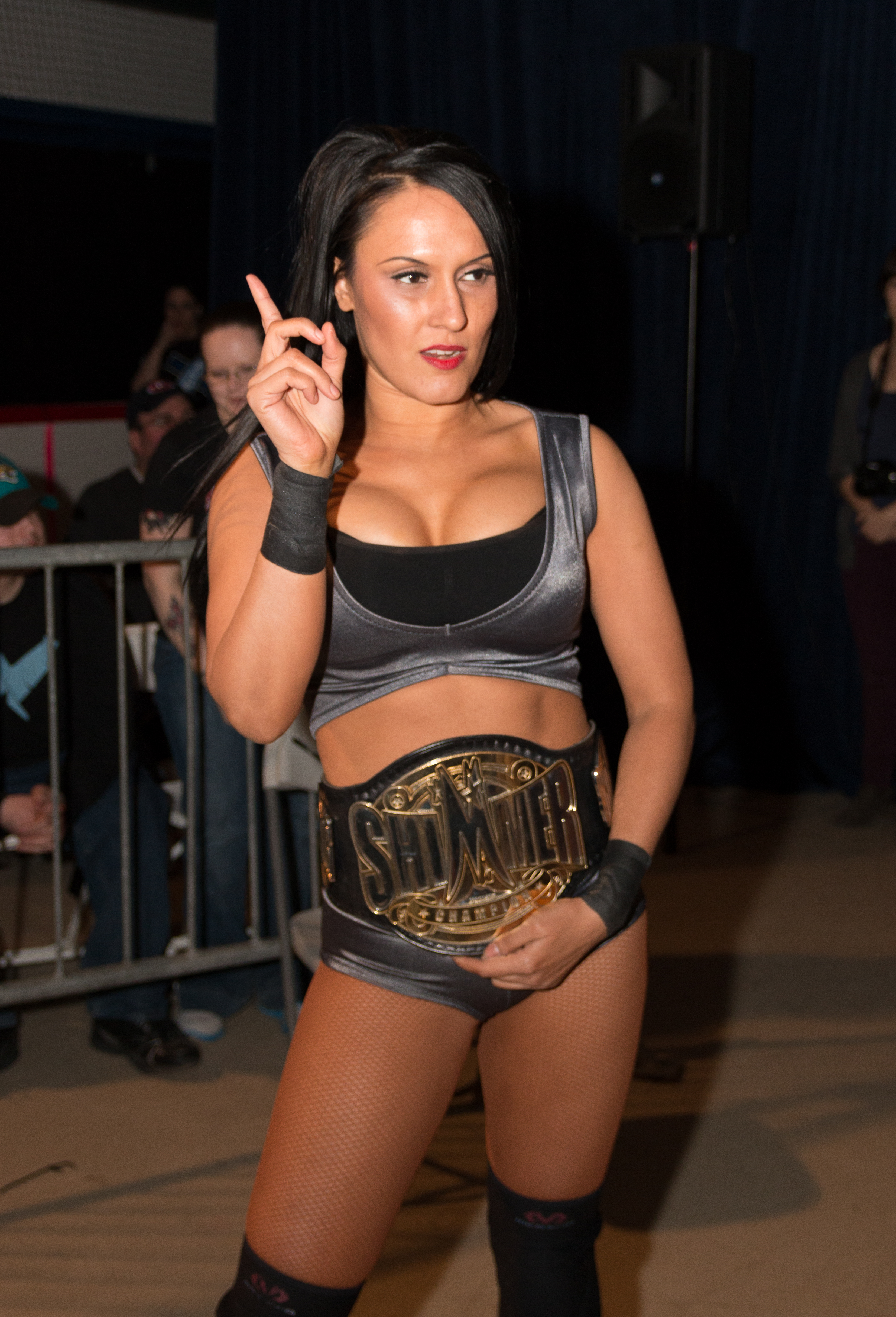
SHIMMER王座獲得

オール・プロレスリング
- APWフューチャーレジェンド王座

ChickFight
- トランスアトランティック女子王座

NCW
- アマゾネス&タイタンズ（2011年）

PWA
- PWAエリート女子王座

PWR
- PWR女子王座

プロレスリングWorld-1
- Queen's cup 2007

リバー・シティ・レスリング
- RCWエンジェルディビジョン王座
- RCW王座
- RCWインターナショナル王座
- RCWフェニックス王座
- RCWタッグチーム王座

SHIMMER
- SHIMMER王座